# Fëdor Fëdorovič Ščerbatov
Fëdor Fëdorovič Ščerbatov (in russo Фёдор Фёдорович Щербатов?; Mosca, 1729 – Bašino, 31 agosto 1791) è stato un generale e principe russo.

## Biografia
Il principe Fëdor Fëdorovič Ščerbatov proveniva da una famiglia nobile russa; suo padre era consigliere privato dello zar, il principe Fëdor Andreevič, mentre sua madre era la principessa Agrafena Aleksandrovna Prozorovskaja. Avendo ricevuto una buona educazione tramite tutori privati presso l'abitazione dei genitori, Ščerbatov venne avviato nel 1740 alla carriera militare e promosso tenente quattro anni dopo.
Durante la guerra dei sette anni, partecipò a diverse battaglie con distinzione, nel 1757 fu promosso colonnello e nel 1762 maggiore generale.
Nel 1766, Ščerbatov venne inviato a frequentare il collegio militare di Russia e nel 1767 venne prescelto dalla zarina Caterina II per redigere il nuovo codice di leggi che, sostanzialmente, difese i privilegi dell'alta nobiltà. A tale compito venne destinato con la collaborazione di un suo parente, il principe M. M. Ščerbatov. Tale attività venne a ogni modo interrotta dallo scoppio della guerra con l'Impero ottomano. Ščerbatov venne destinato a combattere sotto la direzione del generale conte Panin, cogliendo ancora una volta l'occasione per distinguersi: il 10 luglio 1770 sbaragliò gli ottomani presso il fiume Byka; il 13 luglio, respinse nuovamente il nemico presso Bender. Alla fine della campagna ottenne la medaglia dell'Ordine di Sant'Anna.

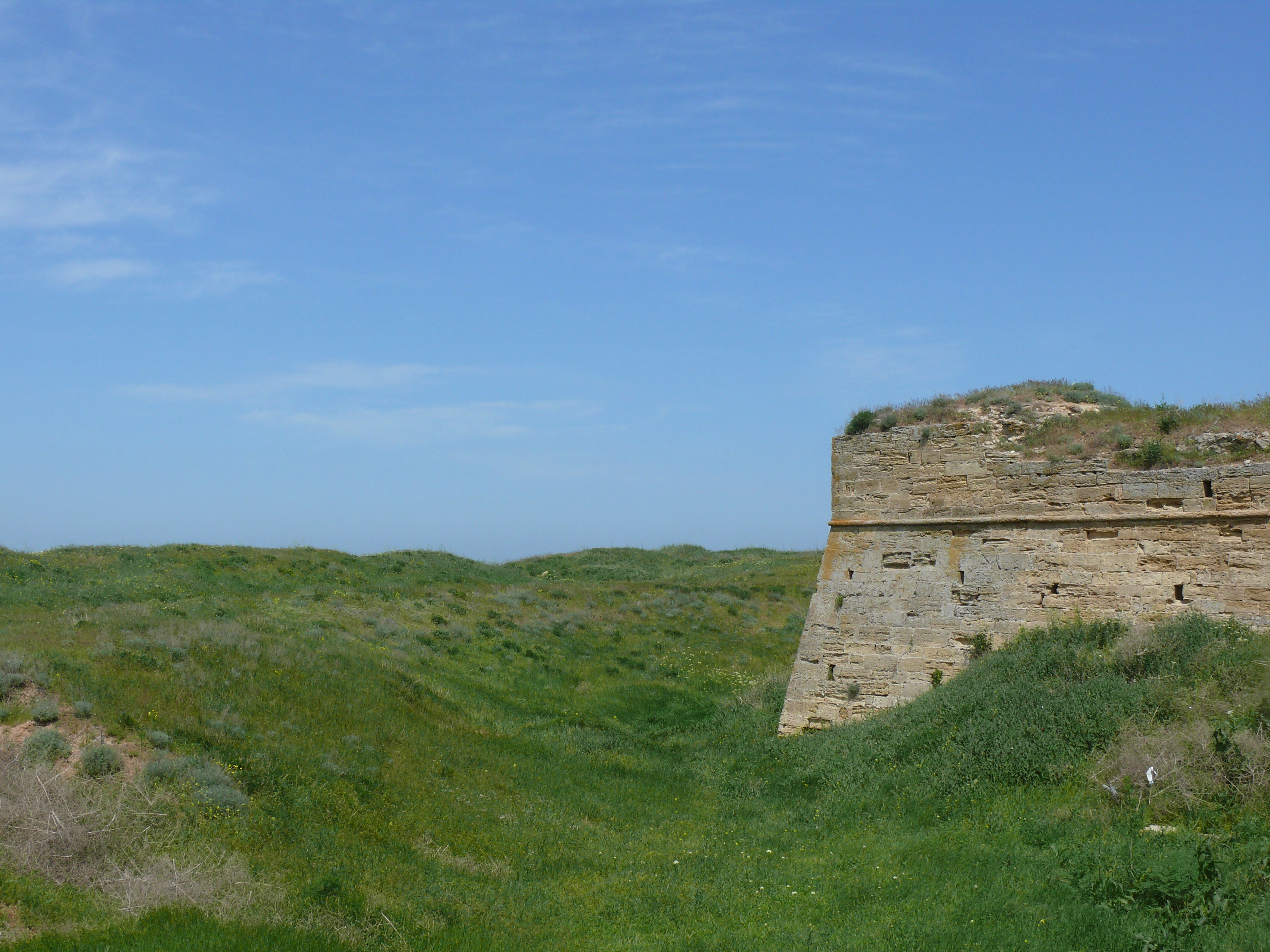
Uno dei bastioni della fortezza di Arabat conquistata da Ščerbatov

Nel giugno del 1771, posto alla testa di un corpo d'armata separato, incominciò una nuova campagna militare e si avvicinò ad Arabat dove riuscì ancora una volta a battere i turchi. Il principe Ščerbatov, dopo una rapida marcia, riuscì ad avvicinarsi alla fortezza e dopo un breve scontro a occuparla il 18 giugno; inseguendo il nemico in fuga, lasciò sul campo 500 morti al nemico, catturandone sei bandiere, 50 cannoni e un intero accampamento circondato da trincee. Per la conquista di Arabat, Ščerbatov ottenne il grado di tenente generale. L'11 luglio 1771 venne insignito dell'Ordine Militare di San Giorgio di III classe.
Nel luglio di quello stesso anno contrasse la rabbia e quindi fu costretto a ritirarsi temporaneamente dalle operazioni militari per delle cure, problematiche da cui a ogni modo si dimise due mesi dopo. A causa di nuovi problemi di salute, nel 1773 venne inviato presso la famiglia, ma giusto in tempo per essere poi richiamato e invitato a pacificare la rivolta scoppiata per mano di Pugačëv.
Inizialmente, Ščerbatov venne incaricato del comando delle truppe russe a Kazan', dopo l'improvvisa morte del generale Bibikov suo collega, sostituendolo come comandante in capo. La zarina nominò personalmente Ščerbatov a questo nuovo incarico con decreto del 1º maggio 1774, col quale gli ordinava inoltre di rispettare le istruzioni impartite a suo tempo a Bibikov, osservare e mantenere la provincia, fornire aiuto ai governatori se necessario e progredire con le operazioni militari. L'incarico affidato a Ščerbatov si presentava quindi particolarmente importante e complesso, ma egli ammise da subito di non avere sufficiente conoscenza dello stato delle cose e delle condizioni di guerra, ridotte ormai a uno status di guerriglia. Preferendo lasciare la gestione locale ai governatori, Ščerbatov si spostò col grosso delle sue truppe presso Orenburg, lasciando a Kazan' solo delle squadre armate locali.
Pugačëv attaccò Kazan' e Ščerbatov fece di tutto per cercare di recuperare il controllo della città. Il 22 giugno arrivò personalmente con le truppe e trovò la città in più punti incendiata. Pugačëv venne sconfitto dalle armate russe per tre volte presso la città e l'ordine venne ristabilito. La zarina, a ogni modo, appariva insoddisfatta delle azioni di Ščerbatov e con decreto del 24 luglio 1774 decise di allontanarlo dal comando delle truppe. Dai contemporanei, il generale Ščerbatov venne accusato di "futilità negli ordini" e di "incapacità" e venne quindi licenziato dal suo incarico e gli venne proibito di risiedere nella capitale. Si trasferì quindi nella sua tenuta di famiglia presso Bašino dove finì i suoi giorni, morendo il 31 agosto 1791.

## Matrimonio e figli
Nel 1761, il principe Ščerbatov sposò la principessa Marija Aleksandrovna Bekovič-Čerkasskaja (m. 1762) che morì dando alla luce l'unica figlia avuta dalla coppia, Dar'ja (1762-1801).
Si risposò quindi con Anna G. Meščerskaja (1729-1791) da cui ebbe i seguenti eredi:
- Aleksandr Fëdorovič (1773-1817), anch'egli militare durante le guerre napoleoniche, giunse al grado di maggiore generale
- Marija Fëdorovna (1780–1827)
- Anna Fëdorovna (m. 1824)